# Movsar Evloev
Movsar Magomedovitch Evloev (en russe : Мовсар Магомедович Евлоев), né le 11 février 1994 à Ordjonikidzevskaïa (aujourd'hui Sounja), est un pratiquant russe, d'origine ingouche, d'arts martiaux mixtes (MMA). Il combat actuellement dans la division des poids plumes de l'Ultimate Fighting Championship et est présentement invaincu, affichant un palmarès de 19 victoires pour 19 combats.

## Carrière dans les arts martiaux mixtes

### Parcours au sein du M-1 Global (2014-2019)
Le 25 novembre 2014, à l'âge de 20 ans, Movsar Evloev fait ses débuts professionnels au sein de la fédération russe M-1 Global. Ce soir-là, à Pékin, l'ingouche dispute et remporte son premier combat face au chinois He Jianwei, qu'il soumet à l'aide d'un étranglement arrière au 2e round.
En juin 2015, le combattant russe décroche une deuxième victoire en vainquant le chinois Zhenhong Lu par décision unanime. 6 mois plus tard, au mois de décembre, il bat Andrey Syrovatkin en le soumettant au 1er round.
L'an suivant, il décroche trois nouvelles victoires en vainquant Djulustan Akimov par soumission, Aleksander Krupenkin par KO technique et Lee Morrison par décision unanime.
Le 22 avril 2017, Movsar Evloev remporte le titre intérimaire des poids coqs du M-1 Global en venant à bout de Alexey Nevzorov d'un coup de pied à la tête au 2e round.
Il fait ensuite face, 3 mois plus tard, au champion Pavel Vitruk, qu'il vainc via décision unanime et unifie ainsi les titres, devenant le champion indisputé des poids coqs du M-1 Global,.
En février 2018, Evloev défend son titre avec succès face au kazakh Sergey Morozov qu'il soumet au 3e round.
Le 21 juillet 2018, Movsar Evloev défend son titre face au brésilien Rafael Dias. Lors du face à face promotionel, Dias tente d'arracher la ceinture des poids coqs des mains du champion ingouche. Le soir du combat, Evloev envoie Dias au tapis au 5e round et le roue de coups en ground and pound, forçant l'arbitre à mettre fin au combat et a déclarer Evloev vainqueur par KO technique.

### Parcours au sein de l'Ultimate Fighting Championship (2019-)
En mars 2019, avec un palmarès de 10 victoires pour 10 combats, Movsar Evloev signe avec l'Ultimate Fighting Championship (UFC).
Il dispute son premier combat dans la fédération le 20 avril 2019 à Saint-Pétersbourg contre le sud-coréen Choi Seung-woo (en), qu'il remporte via décision unanime ; nonobstant une déduction d'un point après un coup de genou illégal porté au 2e round.
Après deux annulations de combat successives qui devait l'opposer à Mike Grundy (en) dans un premier temps, puis à Zhenhong Lu dans un deuxième, Movsar Evloev fait finalement face au péruvien Enrique Barzola (en) le 26 octobre 2019 à Singapour,. Il remporte la victoire via décision unanime.
Le 27 février 2020, il est victime d'un accident de motocyclette et annonce se retirer de son prochain combat prévu contre Jamall Emmers (en) en mars.
Le 25 juillet 2020, Evloev décroche sa troisième victoire à l'UFC en battant Mike Grundy (en) via décision unanime.
Le 5 décembre 2020, alors qu'il doit affronter l'américain Nate Landwehr, le combat est annulé quelques heures avant le combat après que Evloev soit testé positif au Covid-19.
En 2021, l'ingouche score deux nouvelles victoires par décision contre Nik Lentz (en) et Hakeem Dawodu (en).
Prévu pour affronter le géorgien Ilia Topuria à l'UFC 270 le 22 janvier 2022, le combat est annulé quelques jours avant après que Evloev soit une nouvelle fois testé positif au Covid-19.
Le 4 juin 2022, il vainc Dan Ige (en) via décision unanime.
En octobre 2022, Evloev se retire de son combat prévu le 5 novembre 2022 face à Bryce Mitchell pour cause de blessure. Le combat est relancé mi-avril 2023 pour le 6 mai suivant, lorsque Evloev remplace Jonathan Pearce (en), blessé. Toutefois, le 2 mai, Mitchell se retire du combat pour cause de blessure à son tour, et est remplacé par le brésilien Diego Lopes.

## Vie privée
Movsar Evloev a quatre frères et une sœur. Son frère Selem Evloev est également combattant de MMA et sa sœur Khava Evloeva est une chanteuse populaire en Ingouchie.

## Palmarès en arts martiaux mixtes
| 19 combats     | 19 victoires | 0 défaites |
| Par KO         | 3            | 0          |
| Par soumission | 4            | 0          |
| Sur décision   | 12           | 0          |

| Résultat | Record | Adversaire           | Méthode                                            | Événement                                        | Date             | Round | Temps | Lieu                                 | Notes                                                                         |
| -------- | ------ | -------------------- | -------------------------------------------------- | ------------------------------------------------ | ---------------- | ----- | ----- | ------------------------------------ | ----------------------------------------------------------------------------- |
| Victoire | 19-0   | Aljamain Sterling    | Décision unanime                                   | UFC 310                                          | 8 décembre 2024  | 3     | 5:00  | Las Vegas, Nevada, États-Unis        |                                                                               |
| Victoire | 18-0   | Arnold Allen         | Décision unanime                                   | UFC 297: Strickland vs. Du Plessis               | 20 janvier 2024  | 3     | 5:00  | Toronto, Ontario, Canada             |                                                                               |
| Victoire | 17-0   | Diego Lopes          | Décision unanime                                   | UFC 288: Sterling vs. Cejudo                     | 6 mai 2023       | 3     | 5:00  | Newark, New Jersey, États-Unis       | Combat de la soirée.                                                          |
| Victoire | 16-0   | Dan Ige              | Décision unanime                                   | UFC Fight Night: Volkov vs. Rozenstruik          | 4 juin 2022      | 3     | 5:00  | Las Vegas, Nevada, États-Unis        |                                                                               |
| Victoire | 15-0   | Hakeem Dawodu        | Décision unanime                                   | UFC 263: Adesanya vs. Vettori II                 | 12 juin 2021     | 3     | 5:00  | Glendale, Arizona, États-Unis        |                                                                               |
| Victoire | 14-0   | Nik Lentz            | Décision partagée                                  | UFC 257: Poirier vs. McGregor II                 | 23 janvier 2021  | 3     | 5:00  | Abou Dabi, Émirats arabes unis       | Combat en poids intermédiaire.                                                |
| Victoire | 13-0   | Mike Grundy          | Décision unanime                                   | UFC on ESPN: Whittaker vs. Till                  | 25 juillet 2020  | 3     | 5:00  | Abou Dabi, Émirats arabes unis       |                                                                               |
| Victoire | 12-0   | Enrique Barzola      | Décision unanime                                   | UFC Fight Night: Maia vs. Askren                 | 26 octobre 2019  | 3     | 5:00  | Kallang, Singapour                   |                                                                               |
| Victoire | 11-0   | Choi Seung-woo       | Décision unanime                                   | UFC Fight Night: Overeem vs. Oleynik             | 20 avril 2019    | 3     | 5:00  | Saint-Pétersbourg, Russie            | Début dans la catégorie des poids plumes.                                     |
| Victoire | 10-0   | Rafael Dias          | TKO (coups de poing)                               | M-1 Challenge 95: Battle in the Mountains 7      | 21 juillet 2018  | 5     | 0:21  | Targim, Ingouchie, Russie            | Défend le titre des poids coqs du M-1 Global.                                 |
| Victoire | 9-0    | Sergey Morozov       | Soumission technique (étranglement arrière debout) | M-1 Challenge 88: Tutarauli vs. Ismagulov        | 22 février 2018  | 3     | 3:47  | Moscou, Russie                       | Défend le titre des poids coqs du M-1 Global.                                 |
| Victoire | 8-0    | Pavel Vitruk         | Décision unanime                                   | M-1 Challenge 81: Battle in the Mountains 6      | 22 juillet 2017  | 5     | 5:00  | Targim, Ingouchie, Russie            | Unifie le titre pour devenir champion indisputé des poids coqs du M-1 Global. |
| Victoire | 7-0    | Alexey Nevzorov      | KO (head kick)                                     | M-1 Challenge 76: Evloev vs. Nevzorov            | 22 avril 2017    | 2     | 2:15  | Nazran, Ingouchie, Russie            | Remporte le titre intérimaire des poids coqs du M-1 Global.                   |
| Victoire | 6-0    | Lee Morrison         | Décision unanime                                   | M-1 Challenge 73: Battle of Narts 3              | 9 décembre 2016  | 3     | 5:00  | Nazran, Ingouchie, Russie            |                                                                               |
| Victoire | 5-0    | Aleksander Krupenkin | TKO (coups de poing)                               | M-1 Challenge 66: Nemkov vs. Yusupov             | 27 mai 2016      | 1     | 4:09  | Orenbourg, Russie                    |                                                                               |
| Victoire | 4-0    | Djulustan Akimov     | Soumission (étranglement arrière)                  | Road To M-1: Battle in Nazran 3                  | 7 mai 2016       | 2     | 2:01  | Nazran, Ingouchie, Russie            |                                                                               |
| Victoire | 3-0    | Andrey Syrovatkin    | Soumission (étranglement arrière)                  | Road To M-1: Battle in Nazran 1                  | 12 décembre 2015 | 1     | 1:44  | Nazran, Ingouchie, Russie            |                                                                               |
| Victoire | 2-0    | Zhenhong Lu          | Décision unanime                                   | M-1 Challenge 58: Battle in the Mountains 4      | 6 juin 2015      | 3     | 5:00  | Targim, Ingouchie, Russie            |                                                                               |
| Victoire | 1-0    | Jianwei He           | Soumission (étranglement arrière)                  | M-1 Challenge 53: Battle in the Celestial Empire | 25 novembre 2014 | 2     | 2:56  | Pékin, République populaire de Chine |                                                                               |